# Vörösáruk
A vörösáruk termékcsoportba a homogén metszéslapú, főzéssel hőkezelt, füstölt vagy füstöletlen húskészítmények tartoznak. Barnásvörös felületű, rózsaszín metszéslapú, gyorsan romló, nagy víztartalmú termékek.

## Csoportosításuk
1.1. Nagy átmérőjű vörösáruk (legalább 60 mm átmérő)
1.2 Közepes átmérőjű vörösáruk (legalább 30 mm átmérő)
1.3. Kis átmérőjű vörösáruk (30 mm átmérőig)
A termékcsoportba tartozó termékek forgalomba hozhatók (a termék jellegétől függően) fóliás, vákuumfóliás vagy védőgázas csomagolásban is, egészben, darabolva vagy szeletelve. (A folyadék- és zselékiválás megengedett mértéke a csomagolásban legfeljebb a nettó tömeg 2%-a lehet.)
Ide tartoznak:
- Virsli
- Parizer
- Szafaládé
- Krinolin

## Minőségi követelmények

### Általános kémiai összetételük
- Fehérjetartalom legalább 10% (m/m)
- Víztartalom legfeljebb 71% (m/m)
- Zsírtartalom legfeljebb 25% (m/m)
- Nátrium-klorid-tartalom legfeljebb 2,5% (m/m)
- Érzékszervi tulajdonságok: Rugalmas, se nem puha, se nem kemény, jól szeletelhető állomány, érezhető főtt húspépszag, egyenletes színű, légüregtől mentes, homogén pépjellegű szerkezet. A füstölt termékek ízében és illatában a füstnek érezhetőnek kell lennie.

### Tárolásuk
0 és +5 °C közötti hőmérsékleten, szennyeződésektől, sérülésektől védve.